# Spirostreptus regis
Spirostreptus regis är en mångfotingart som beskrevs av Pocock. Spirostreptus regis ingår i släktet Spirostreptus och familjen Spirostreptidae. Inga underarter finns listade i Catalogue of Life.